# Автошлях E574
Європейський шлях Е 574 є частиною міжнародної мережі доріг електронної пошти. Починається в Бакеу, повіт Бакеу, Румунія, і закінчується в Крайові, повіт Долж, Румунія.

## Розв'язки трас та Е-дороги
- Румунія (на спільних вивісках  DN11 потім  DN73A та  DN73 та  DN65)
  - Бакеу:   E85
  -  Кікіш:   E578
  - Брашов:   E60,  E68
  - Пітешть:   E70,  E81
  - Крайова:   E79